# La Venta de San Andrés
La Venta de San Andrés är en ort i Mexiko.   Den ligger i kommunen Hidalgo och delstaten Michoacán de Ocampo, i den södra delen av landet, 170 km väster om huvudstaden Mexico City. La Venta de San Andrés ligger 2 183 meter över havet och antalet invånare är 379.
Terrängen runt La Venta de San Andrés är huvudsakligen kuperad. La Venta de San Andrés ligger nere i en dal. Runt La Venta de San Andrés är det ganska tätbefolkat, med 90 invånare per kvadratkilometer. Närmaste större samhälle är Ciudad Hidalgo, 15,3 km öster om La Venta de San Andrés. I omgivningarna runt La Venta de San Andrés växer huvudsakligen savannskog.